# Chiesa di San Tommaso ai Cenci
La chiesa di San Tommaso ai Cenci è una chiesa di Roma, nel rione Regola, situata in Monte de' Cenci; un'uscita laterale conduce in Piazza delle Cinque Scole, nel rione Sant’Angelo.

## Nel Monte de’ Cenci
Questa chiesa è incorporata al palazzo dei Cenci presso la riva del Tevere, ove nel medio evo stavano le mole, dalle quali prese il titolo in capite molarum (a capo delle mole). Ebbe anche l'appellativo di San Tommaso Fraternitatis poiché fu, per un certo periodo, sede della Romana Fraternitas, uno dei più importanti ed antichi sodalizi romani. Dall'annesso palazzo dei Cenci, dal XV secolo in poi, prese il nome attuale; la tesi del Piranesi, sul fatto che il complesso sovrastasse il teatro di Balbo, non è giustamente condivisa da tutti gli studiosi in quanto si trova sopra il tempio dei Dioscuri. Le due statue dei Dioscuri, qui ritrovate, ornano la sommità della scalinata del Campidoglio.
Negli atti della visita sotto Alessandro VII, si trova la seguente relazione: 
(M. Armellini, Le chiese di Roma dal secolo IV al XIX, Roma 1891, p. 573-574)
Fra i due portali della facciata si trova l'iscrizione funeraria romana di Marcus Cincius Theophilus; per l'assonanza col proprio nome fu murata qui dai Cenci.

## L’interno
L'interno è a pianta rettangolare; l'altare maggiore conserva un tondo di murra turchina (iolite blu), una varietà di pietra molto rara, l'unica che si conosca in Roma; nella prima cappella a sinistra, Storie della Vergine del Sermoneta (1585).
La chiesa, poi appartenuta alla Confraternita dei Vetturini, che ogni anno, l'11 settembre, vi faceva celebrare una messa in ricordo del supplizio di Beatrice e Giacomo Cenci è oggi una Rettoria della Parrocchia di SS. Biagio e Carlo ai Catinari ed è sede dell'Associazione Famiglia Piccola Chiesa.